# Itacurubi
Itacurubi est une municipalité de l'État du Rio Grande do Sul au Brésil.
L'origine de son nom vient du tupinambá, ita (pierre) et curuba (morceau), soit « rocher ».

## Personnalités liées à Itacurubi
- João Goulart (1918-1976), 22e président de la République

## Maires
| Période | Période | Identité             | Étiquette | Qualité |
| ------- | ------- | -------------------- | --------- | ------- |
| 2009    | 2012    | Ione Andrade Goulart | PP        |         |